# Martin Rushent

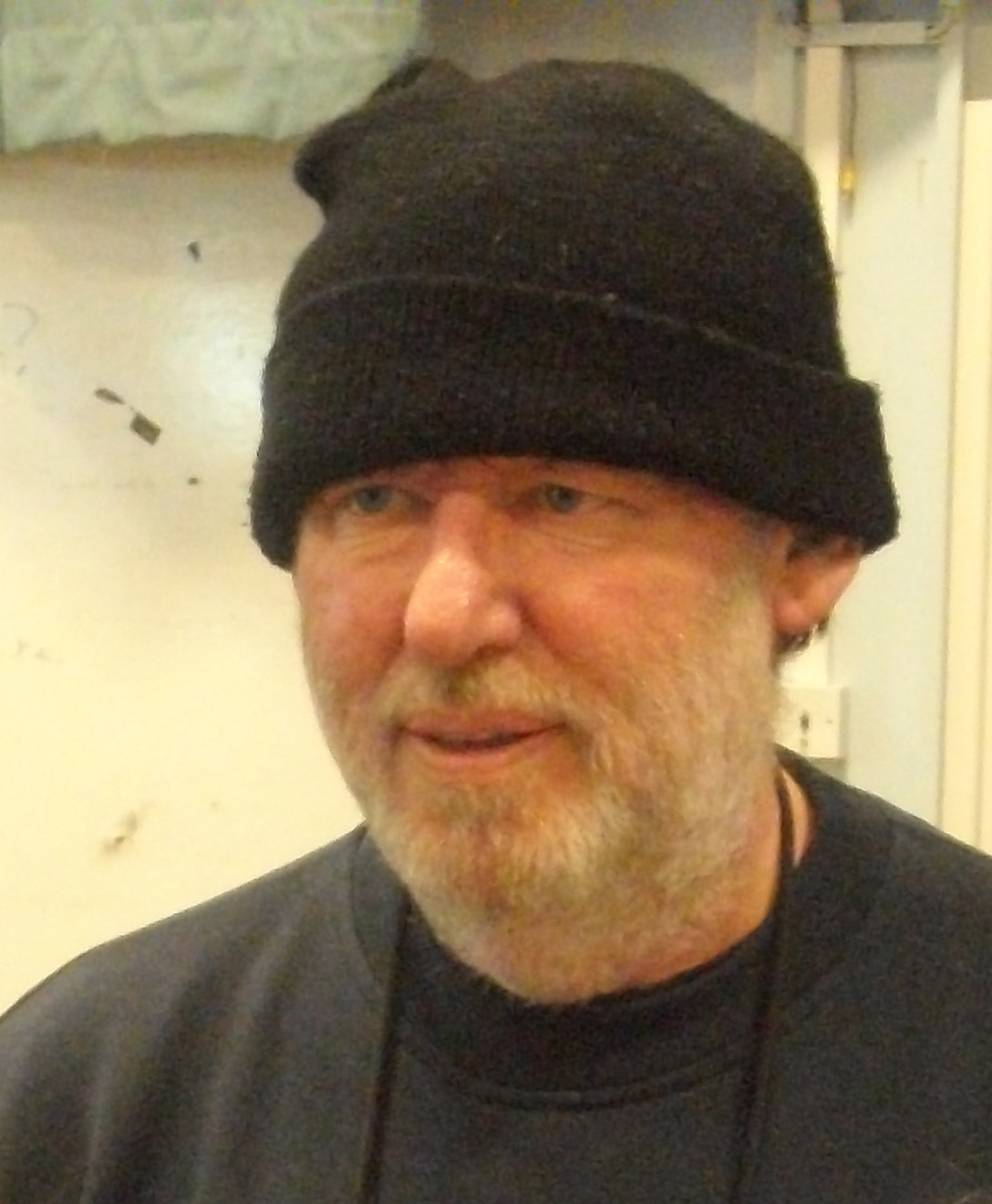
Martin Rushent in 2011.

Martin Rushent (3 januari 1948 - 4 juni 2011) was een Engels muzikant en muziekproducent. Zijn werk droeg bij aan de ontwikkeling van de punkmuziek en het simpele gebruik van keyboards en synthesizers in de jaren tachtig. Hij begon begin jaren zeventig als geluidstechnicus en werkte toen aan albums van onder meer Fleetwood Mac, Shirley Bassey en T. Rex. Hij produceerde later albums van de new wave-bands Buzzcocks, The Stranglers, XTC, Generation X en Altered Images. Hij oogstte veel succes met zijn productiewerk voor The Human League. Zo produceerde hij hun hitsingle "Don't You Want Me" en het bijbehorende album Dare, waarvoor hij in 1982 een Brit Award won.